# Sajanogorsk
Sajanogorsk (in russo Саяногорск?) è una città della Russia, situata nella Siberia occidentale, nella Repubblica Autonoma della Hakassia, sul fiume Enisej a 82 km dalla capitale Abakan.

## Storia
Sajanogorsk è stata fondata il 6 novembre 1975 al posto della cittadina di Označennoe (in russo: Означенное) in seguito alla decisione di costruire la centrale idroelettrica Sajano-Šušenskaja sul fiume Enisej. Inoltre a Sajanogorsk è stata costruita la SaAZ (in russo: Саянский Алюминевый завод – Sajanskij Aljuminevyj Zavod, in italiano: Fabbrica d'alluminio dei Saiani).

## Geografia fisica
Sajanogorsk si trova 3.408 km a est di Mosca in Siberia Occidentale, nella Russia asiatica.

## Amministrazione
Il sindaco di Sajanogorsk è Leonid Bykov.

## Economia

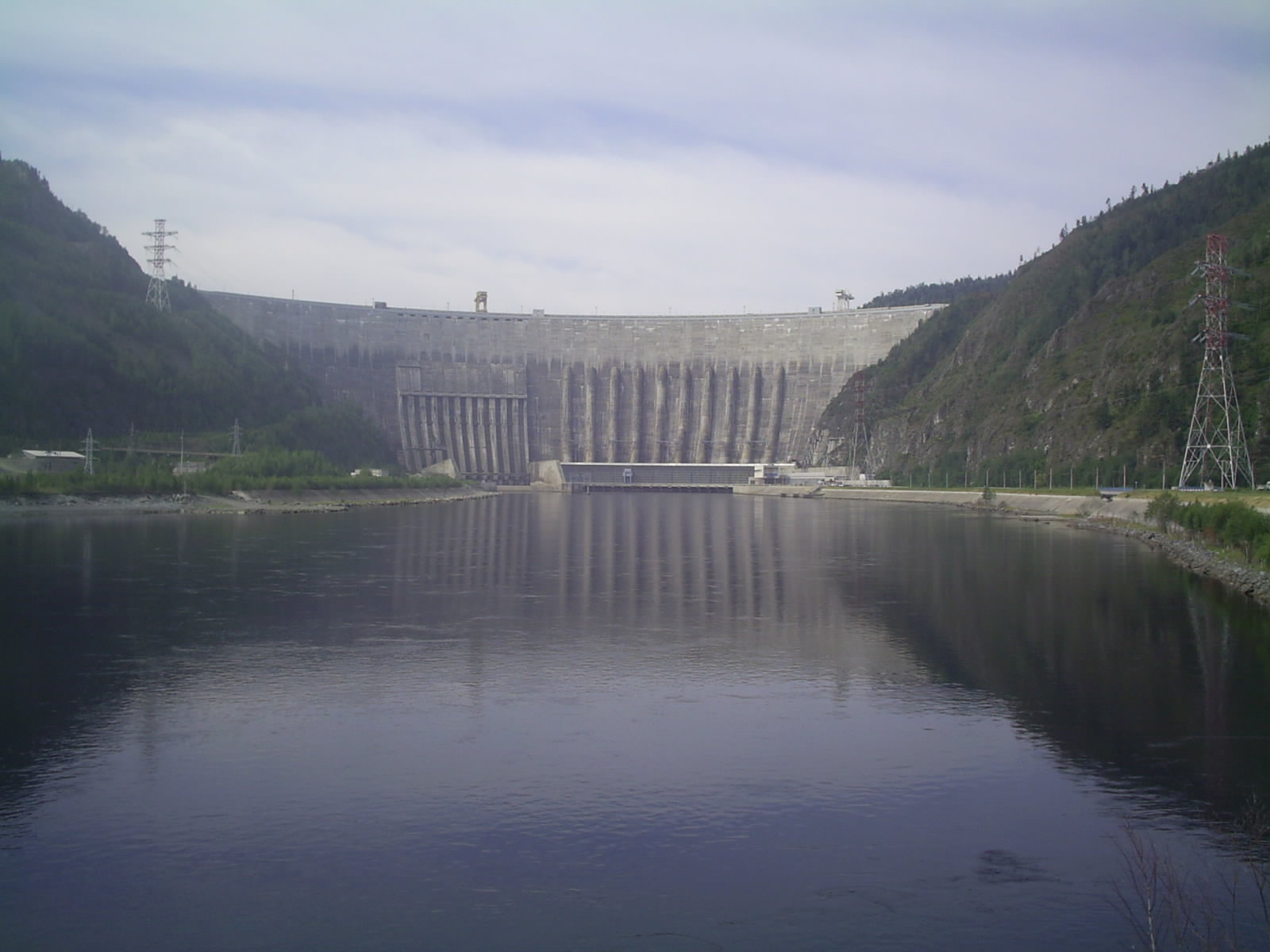
La vista della centrale idroelettrica Sajano-Šušenskaja GES

Sajanskij Aljuminevyj Zavod (SaAZ) e Chakasskij Aljuminevyj Zavod (ChaAZ) (aperto il 15 dicembre 2006) sono le 2 maggiori aziende della città sotto il controllo del gruppo Rossijskij Aljuminij di proprietà di due oligarchi russi Viktor Vekselberg e Oleg Deripaska.
La centrale idroelettrica Sajano-Šušenskaja GES è stata inaugurata il 18 dicembre 1978 ed è oggi uno dei maggiori produttori dell'energia elettrica in Siberia.